# Rhinella dorbignyi
Espèce
Synonymes
- Bufo dorbignyi Duméril & Bibron, 1841

Statut de conservation UICN

 LC  : Préoccupation mineure
Rhinella dorbignyi est une espèce d'amphibiens de la famille des Bufonidae.

## Répartition
Cette espèce se rencontre en dessous de 500 m d'altitude, :
- dans le centre-est de l'Argentine dans la province de Buenos Aires et la province de La Pampa ;
- en Uruguay dans les départements d'Artigas, de Canelones, de Cerro Largo, de Lavalleja, de Maldonado, de Rivera, de Rocha et de Tacuarembó ;
- dans le sud du Brésil dans l'État du Rio Grande do Sul.

## Description

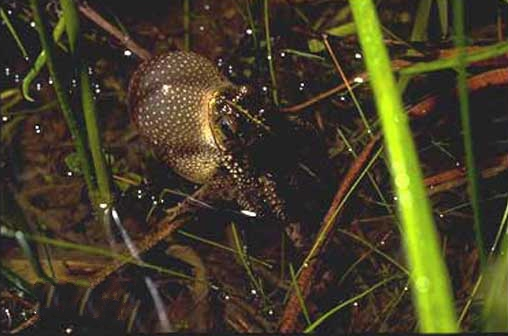
Rhinella dorbignyi

Les mâles mesurent de 36,1 à 63,7 mm et les femelles de 42,1 à 68,5 mm.

## Étymologie
Cette espèce est nommée en l'honneur d'Alcide Dessalines d'Orbigny.

## Publication originale
- Duméril & Bibron, 1841 : Erpétologie générale ou Histoire naturelle complète des reptiles, vol. 8, p. 1-792 (texte intégral).